# 比弗福爾斯 (紐約州)
比弗福爾斯（英語：Beaver Falls）是位於美國紐約州劉易斯縣的非建制地區。

## 歷史
比弗福爾斯的郵局自1866年營運至今。

## 地理
比弗福爾斯所處的海拔為高於海平面246米（即807英呎），而該地所採用的時區為UTC-5，即北美东部时区（EST）。同時該地設有夏令時間，為UTC-5調快一小時，即UTC-4（EDT）。